# Špitálská bašta
Špitálská bašta v Kadani je středověká půlkruhová obranná bašta prvního vnějšího pásu kadaňských městských hradeb. Umístěna je mezi barbakánem Žatecké brány a Kadaňským hradem nad tzv. Podhradím, které je součástí Špitálského předměstí. Odtud pochází i její název, odvozený od někdejšího johanitského špitálu u kostela Stětí svatého Jana Křtitele.

## Historie
Bašta vznikla na počátku 14. století při výstavbě nejstarší části opevnění královského města Kadaně. Při obléhání vojsky druhé křížové výpravy v září 1421 byl právě v její blízkosti proražen prostřednictvím bombardy otvor, kterým křižáci pronikli do města a dobyli jej. Na sklonku středověku sloužila i jako jedna z městských šatlav. Roku 1494 tu byli například uvězněni tři zločinci z Doupova, později popravení. V roce 1495 zde byl internován i kadaňský měšťan Peter Fischer, jemuž byl původní trest smrti oběšením změněn na kajícnou pouť do bavorského Altöttingu.
V době třicetileté války byla pobořena a takto zůstala až do poloviny 18. století. Až do počátku 19. století sloužila převážně obranným účelům, poté byla využívána též jako obydlí a později jako zázemí zahradnicky a parkově upraveného Podhradí. Ze Špitálské bašty jsou výhledy na velkou část Špitálského předměstí i na Nábřeží Maxipsa Fíka u řeky Ohře. Vidět lze odtud i románsko-gotický kostelík sv. Vavřince na Želině nebo legendami opředenou stolovou horu Úhošť, která je již součástí masivu Doupovských vrchů.

## Popis
Na vrcholku Špitálské bašty, která je dnes součástí promenádní zóny hradebním parkánem, je umístěna monumentální pískovcová socha nazvaná Dvéře do nebe, kterou roku 2000 vytvořil v Kadani japonský sochař a keramik Yoshikazu Ikeda. Pod baštou se v Říční ulici nalézá historický dům U Kotvy (čp. 293), který býval předměstskou krčmou a důležitým centrem rybářů, vorařů a ledařů. V „normalizačních“ sedmdesátých a osmdesátých letech 20. století byl naopak oblíbenou hospodou zdejšího undergroundu, jak o tom víme například z románu … a bude hůř (1985) od spisovatele Jana Pelce.

## Galerie

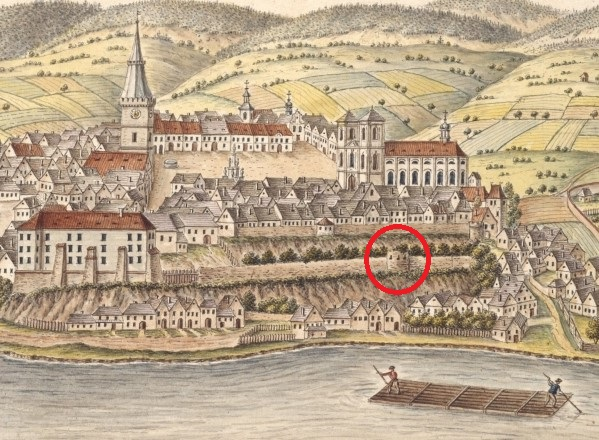
Špitálská bašta – výřez z veduty Johanna Venuta (1819)
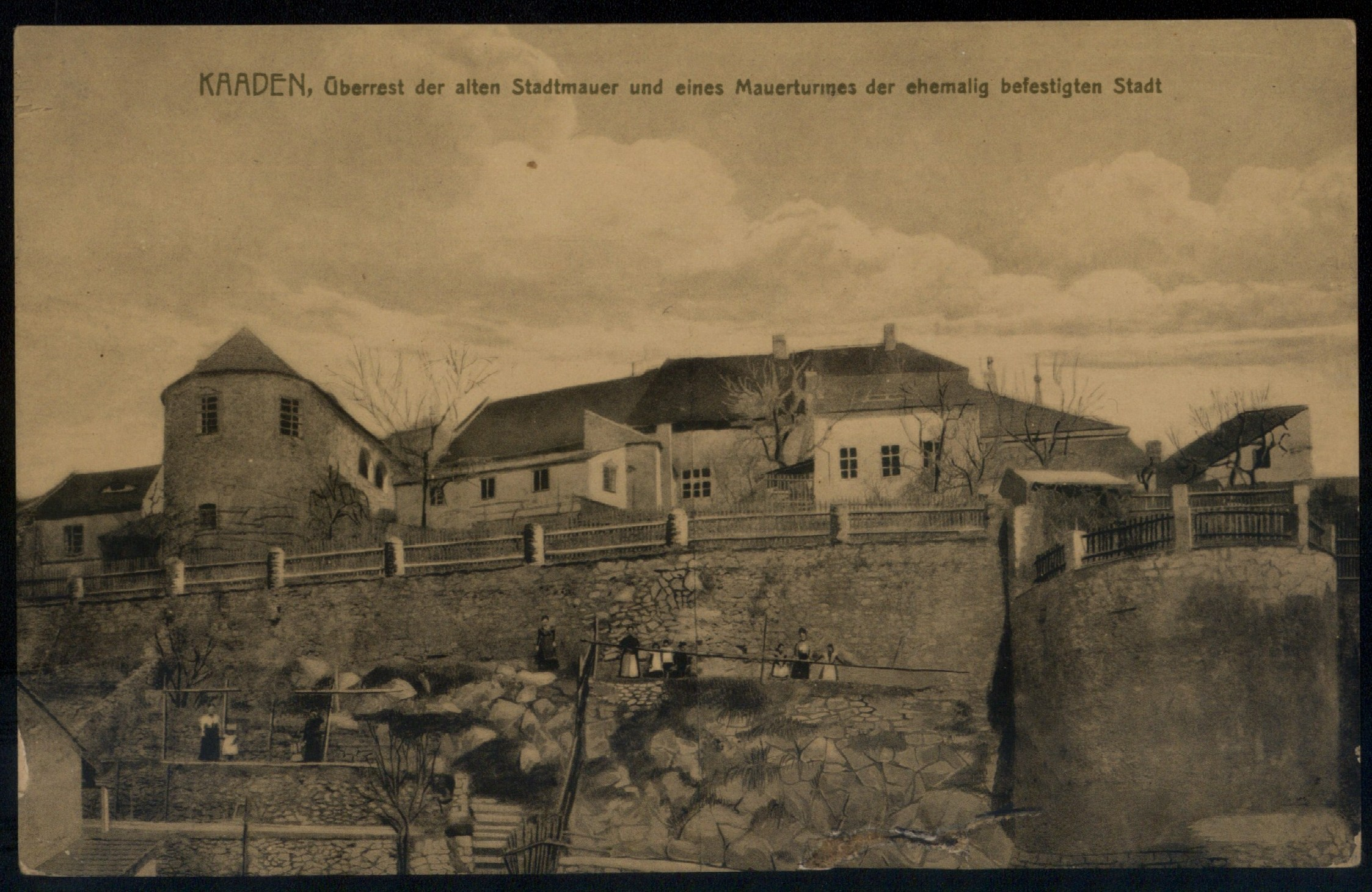
Špitálská bašta na historické pohlednici (okolo 1900)